# Juniperus rigida
Juniperus rigida là một loài thực vật hạt trần trong họ Cupressaceae. Loài này được Siebold & Zucc. mô tả khoa học đầu tiên năm 1846.